# Medaglia per la guerra greco-turca (1912-1913)
La Medaglia per la guerra greco-turca (1912-1913) (in greco: Μετάλλιο Eλληνοτουρκικού Πολέμου 1912-1913) è una medaglia commemorativa della campagna militare della Grecia nella Prima guerra balcanica, combattuta appunto tra il 1912 ed il 1913.

## Storia
La medaglia fu istituita alla fine della Prima guerra balcanica, combattuta dalla Grecia, facente parte della Lega balcanica, contro l'Impero ottomano, con la legge 4200 del 30 aprile 1913, poi confermata ufficialmente dal regio decreto del 17 febbraio 1914.  A quel tempo era stata già combattuta, e vinta, la Seconda guerra balcanica contro la Bulgaria, così il decreto specificò anche l'istituzione di una medaglia per la guerra greco-bulgara di aspetto simile alla medaglia il primo scontro balcanico. La medaglia, che comprendeva una singola classe, è rotonda in bronzo sormontata da una piccola corona reale attaccata. Il dritto presenta una croce con la corona reale al centro, le cifre reali dei sovrani Giorgio I e Costantino I di Grecia. Dietro la croce ci sono due spade incrociate. Lungo il bordo corre un'iscrizione circolare che recita ΣΥΝ ΘΕΩι ΥΠΕΡ ΒΑΣΙΛΕΩΣ ΚΑΙ ΠΑΤΡΙΔΟΣ 1912–1913 ("Con Dio per re e patria, 1912–1913), in stile bizantino. Sul retro della medaglia è raffigurata una corona d'alloro e al centro i nomi delle regioni conquistate dalla Grecia durante la guerra, anch'essi in caratteri bizantini: Macedonia, Epiro e Arcipelago. 
Il nastro della medaglia è blu bordato con strisce bianche e una sottile striscia rossa al centro. È stata istituita anche una versione per il personale non militare, che ha reso servizi all'esercito greco, con il blu e il bianco invertiti. Furono istituite due targhette aggiuntive alle medaglie, uno per i feriti in azione, raffigurante due spade incrociate, e uno per i caduti in azione, raffigurante una croce greca. Solo il personale militare direttamente coinvolto in combattimento era soggetto al conferimento di un fermaglio. I vincitori della versione non militare, così come il personale militare che prestava servizio solo nelle retrovie, negli stati maggiori, negli ospedali, ecc., non avevano diritto al fermaglio. Le barre venivano indossate in ordine cronologico, con la prima in cima.